# 勃艮第戰爭
勃艮第戰爭发生于1474年至1477年勃艮第公国和旧瑞士邦联及其盟友之间，数年战争后勃艮第公爵大胆查理被击败，并于1477年南锡战役中阵亡，由此导致勃艮第公国及其他所属领土被法兰西王国吞并，而勃艮第统治尼德兰、弗朗什-孔泰被查理的女儿勃艮第的玛丽继承，最终玛丽死后，这两片土地被玛丽的丈夫哈布斯堡王朝的马克西米利安一世继承。